# Чучелиці
Чучелиці (біл. вёска Чучеліцы) — село в складі Мядельського району Мінської області, Білорусь. Село підпорядковане Нарачанській сільській раді, розташоване в північній частині області.